# Barkowice Mokre
Barkowice Mokre [pronunciación en polaco: /barkɔˈvit͡sɛ ˈmɔkrɛ/] es un pueblo ubicado en el distrito administrativo de Gmina Sulejów, dentro del condado de Piotrków, Voivodato de Łódź, en el centro de Polonia. Se encuentra a unos 8 kilómetros al norte de Sulejów, a 15 kilómetros al este de Piotrków Trybunalski, y a 50 kilómetros al sureste de la capital regional Łódź.
El pueblo tiene una población de 130 habitantes.